# Casa Scheu
Casa Scheu è un edificio residenziale progettato da Adolf Loos tra il 1912-1913, noto per essere stato tra le prime architetture dell'età moderna a adottare la soluzione della copertura piana.

## Storia

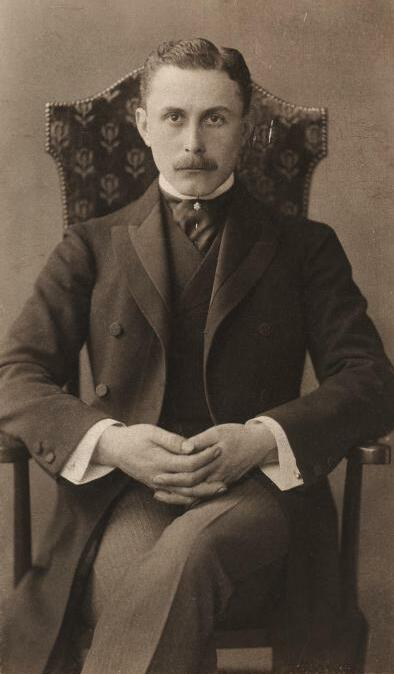
Fotografia di Loos, autore di casa Scheu, scattata nel 1905 circa

Gustav Scheu era un avvocato e intellettuale viennese in linea con le posizioni del Garden City Movement e del Partito socialista austriaco, fondato tra i tanti anche dal padre. Egli, desiderando conferire alla propria abitazione un'impronta più moderna, fu fermo nella volontà di commissionarne il progetto a Loos, araldo dell'architettura novecentesca che apprezzava per la sua sensibilità progressiva.
Non erano del suo avviso, tuttavia, gli abitanti del quartiere di Hietzing, i quali profondamente colpiti dall'estetica di cui la nuova casa Scheu era espressione non esitarono a giudicarla un vergognoso insulto al buon senso. Incurante di ciò, Loos rimase fermo nelle sue decisioni razionali, con l'unica concessione di piantare edera sulla facciata del giardino per renderlo esteticamente meno severo.

## Descrizione
Come già accennato Loos in quest'opera architettonica sperimentò il principio razionale della copertura piana, declinandolo così da offrire un terrazzamento accessibile dalle camere da letto. Questa scelta progettuale fu facilitata dallo sviluppo tecnologico dei nuovi materiali da costruzione, come il cemento armato, che consentì a Loos di progettare una copertura piana impermeabile, dal momento che i tetti convenzionali non erano tecnicamente più necessari per il deflusso delle acque meteoriche.

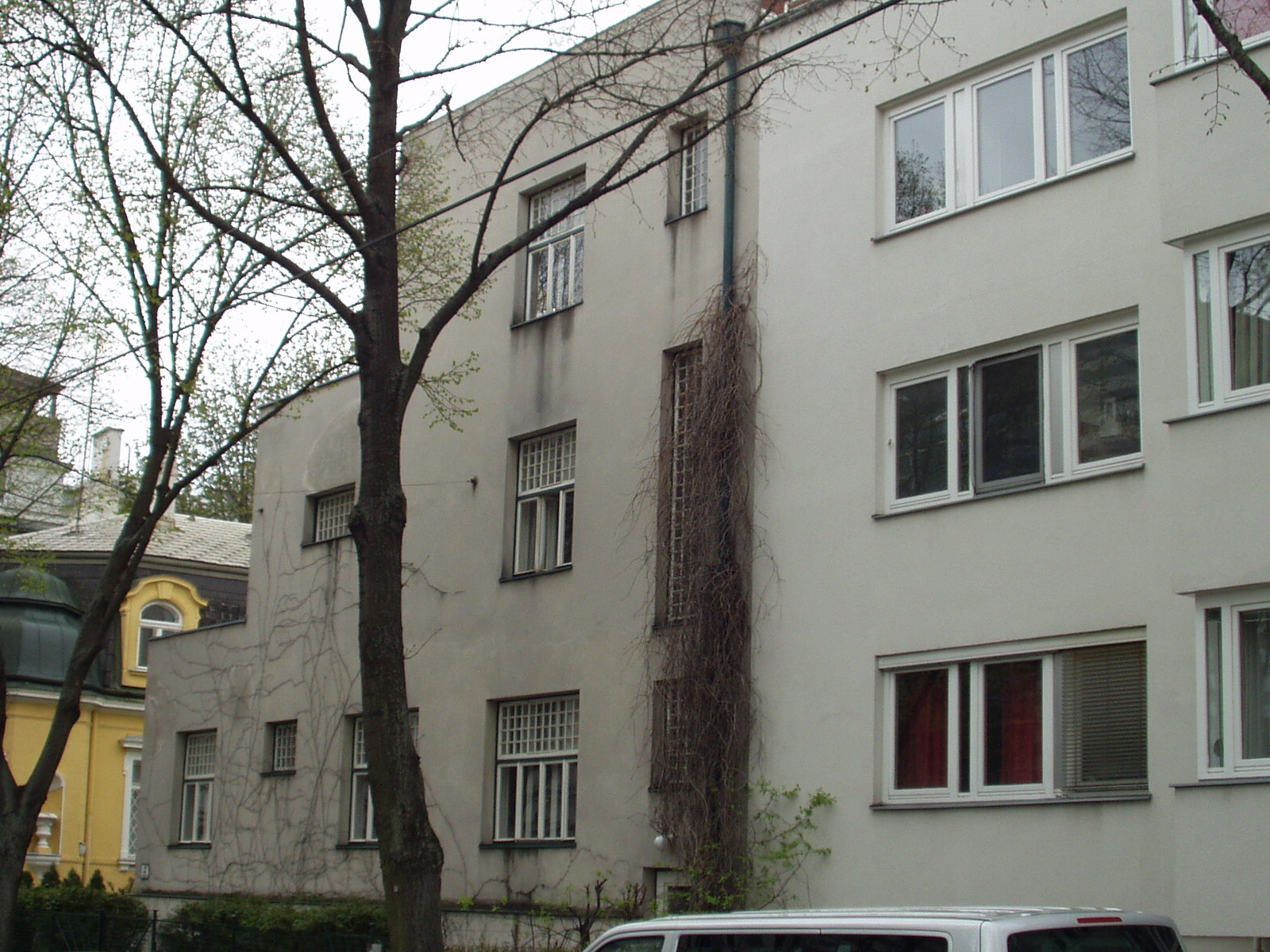
Prospetto laterale di casa Scheu

Indubbiamente, la Casa Scheu si distingue in maniera significativa dal tessuto urbano circostante. Impaginata nei prospetti esterni in maniera quasi ermetica, con le varie finestre basate sulle diverse combinazioni di un singolo modulo liberamente distribuite in facciata, negli interni si apre in un libero aggregarsi e concatenarsi di spazi e volumi, articolati su un totale di quattro piani: un seminterrato illuminato, piano terra, primo piano e secondo piano dove un'altra casa è stata costruita completamente indipendente.
Sul piano terra, destinato alla "vita pubblica" degli Scheu, vi sono una terrazza sul giardino, la cucina, una sala da musica che funge anche da ufficio, una sala da pranzo e una biblioteca con un angolo accogliente, "inglenook". Questo angolo con caminetto è frequente nelle opere di Loos, il quale lo concepì per il raduno della famiglia, come un luogo per incontrarsi e condividere momenti. Sul primo piano c'erano camere da letto sia familiari che di servizio. Le camere da letto che si affacciano sulla facciata est hanno ampie terrazze. Il secondo piano fu costruito come un reparto completamente separato il cui ingresso è a sinistra della facciata principale e vi si accede da una scala a chiocciola illuminata dalla luce naturale attraverso tre grandi finestre che si innalzano sopra l'ingresso. Come è caratteristico della casa ha una grande terrazza, bagno, cucina e camera da letto.